# フィリップ・ウィンチェスター
フィリップ・ウィンチェスター（Philip Winchester、1981年3月24日 - ）はアメリカ人の俳優。

## 来歴
1999年にモンタナ州ベオグラードのベオグラード高校を卒業。卒業後は母親の母国であるイングランドに渡り、ロンドンのLondon Academy of Music and Dramatic Artで学んだ。
高校在学中に『沈黙の陰謀』の端役で映画に出演していたが、2003年ころから本格的に出演するようになる。2008年のNBCTVアクションシリーズ『クルーソー』では、主役のロビンソン・クルーソーを演じている。
2009年に、ライフタイムTVにてサラ・チョーク主演の連続ドラマ、『マンイーター』に出演した。
2011年からは『ストライクバック:極秘ミッション』にマイケル・ストーンブリッジ役で出演し主演を務めた。
2017年には『シカゴ・ジャスティス』にピーター・ストーン役で出演、同作の終了後は同役で『LAW & ORDER:性犯罪特捜班』にレギュラー出演している。

## 出演

### 映画
| 公開年 | 邦題 原題                        | 役名                   | 備考                                                    |
| ------ | -------------------------------- | ---------------------- | ------------------------------------------------------- |
| 1998   | 沈黙の陰謀 The Patriot           |                        |                                                         |
| 1999   | ハイ・ライン The Hi-Line         | カフェのウェイター     |                                                         |
| 2003   | リーサルドーズ LD 50 Lethal Dose | ヴォーン               |                                                         |
| 2004   | サンダーバード Thunderbirds      | スコット・トレーシー   |                                                         |
| 2006   | フライボーイズ Flyboys           | ウィリアム・ジェンセン |                                                         |
| 2008   | キング・リア King Lear           | エドムンド             |                                                         |
| 2010   | イン・マイ・スリープ In My Sleep | マーカス               |                                                         |
| 2016   | Undrafted                        | フォッチ               | 日本劇場未公開 原題のままAmazonプライム・ビデオで配信。 |
| 2020   | ローグ Rogue                     | ジョーイ・カシンスキー | 日本公開は2021年5月                                     |

### テレビシリーズ
| 放映年    | 邦題 原題                                                  | 役名                          | 備考                                     |
| --------- | ---------------------------------------------------------- | ----------------------------- | ---------------------------------------- |
| 2005      | CSI:マイアミ CSI: Miami                                    | クリス・アレン                | シーズン4第9話「名前のない奴ら」に出演   |
| 2008      | クルーソー Crusoe                                          | ロビンソン・クルーソー        | 主演、13エピソードに出演                 |
| 2009      | マンイーター Maneater                                      | アーロン・メイソン            | 2エピソードに出演                        |
| 2009      | アリス Alice                                               | ジャック・チェイス            | 2エピソードに出演                        |
| 2010      | ウェアハウス13 〜秘密の倉庫 事件ファイル〜 Warehouse 13    | カウボーイ / グラディエーター | シーズン2第3話「暴走する映画」に出演     |
| 2010-2011 | フリンジ Fringe                                            | フランク・スタントン          | 4エピソードに出演                        |
| 2010-2015 | ストライクバック:極秘ミッション Strike Back                | マイケル・ストーンブリッジ    | 主演、41エピソードに出演                 |
| 2011      | CAMELOT 〜禁断の王城〜 Camelot                             | レオンテス                    | ミニシリーズ、10エピソードに出演         |
| 2014      | 24 -TWENTY FOUR- リブ・アナザー・デイ 24: Live Another Day | Colonel Shaw                  | 3エピソードに出演                        |
| 2015      | ザ・プレイヤー 〜究極のゲーム〜 The Player                 | アレックス・ケイン            | 主演、9エピソードに出演                  |
| 2016-2017 | シカゴ P.D. Chicago P.D.                                   | ピーター・ストーン            | 3エピソードに出演                        |
| 2017      | シカゴ・ジャスティス Chicago Justice                       | ピーター・ストーン            | 主演、13エピソードに出演                 |
| 2017      | シカゴ・メッド Chicago Med                                 | ピーター・ストーン            | シーズン3第1話「Speak Your Truth」に出演 |
| 2018-2019 | LAW & ORDER:性犯罪特捜班 Law & Order: Special Victims Unit | ピーター・ストーン            | メイン・キャスト、36エピソードに出演     |